# گوندنیا
گوندنیا (به لاتین: Gondeniya) یک منطقهٔ مسکونی در سری‌لانکا است که در استان مرکزی (سری‌لانکا) واقع شده‌است.